# 칩 토크
게임 이론에서 칩 토크(Cheap talk. 값싼 대화, 빈말 게임)는 플레이어 사이에서 이루어지는 게임의 승패에 직접적인 영향이 없는 커뮤니케이션을 뜻한다. 정보를 제공하거나 받는 것은 아무런 비용도 지불하지 않으며, 상황에 따라 특정 정보를 제공하는 것이 발신자에게 많은 대가를 요구하는 상황과는 대조된다.
한 배우에게는 정보가 있고 다른 배우에게는 행동 할 수 있는 능력이 있다. 정보를 가진 플레이어는 전략적으로 말하고 말하지 않을 것을 선택할 수 있다. 두 플레이어의 관심사가 일치하지 않으면 상황이 흥미로워지는데, 전형적인 예는 전문가(생태 학자)가 정보를 얻지 못한 의사 결정자 (예 : 삼림 벌채 법안에 대한 정치인 투표)에게 세계의 상태를 설명하려고하는 것이다. 의사 결정자는 전문가의 보고서를 들은 후 의사 결정자와 전문가의 성과에 영향을 미치는 결정을 내려야한다.
크로포드와 소벨 이 설정한 기본 설정은 다양한 변형을 가지고 있다.
공식적인 정의를 내리자면, 칩 토크는 다음과 같은 의사 소통적 특징을 가지고 있다:
1. 송수신 비용이 들지 않음
2. 구속력이 없음 (즉, 어느 당사자에 의한 전략적 선택을 제한하지 않음)
3. 확인할 수 없음 (예 : 법원과 같은 제 3자가 확인할 수 없음)

따라서 칩 토크에 참가하는 참가자는 벌을 받지 않고도 거짓말을 할 수 있지만, 그렇게 하지 않기 위해서 균형적으로 행동할 수도 있다.

## 크로포드와 소벨의 기본 이론

### 설정
칩 토크의 기본적인 형식에서는 두 명의 참가자가 통신하고 있다는 것을 가정한다. 발신자를 S, 수신자를 R로 칭한다.
유형: 발신자인 S는 세계의 상태, 환경이나 "세계의 유형"에 대한 지식을 얻는다. 이것을 t라고 지칭한다. 수신자인 R 은 t를 모르는 상태이다. R은 t에 대한 기존 믿음만 가지고 있으며, S가 제공하는 t에 대한 메시지를 사용해서 신념의 정확성을 높일 수 있다.
메시지. S는 메시지 m 을 보내기로 결정한다. 메시지 m은 완전한 정보를 공개하는 것일 수도 있지만, 반대로 제한적이고 희미한 정보가 될 수도 있다. 이럴 경우, 일반적으로 "세계의 정보는 t 1 과 t 2 사이"라고 표시된다. 혹은 정보를 전혀 제공하지 않을 수도 있다.
메시지의 형식은 상호 이해가 가능하며, 상식적인 설명의 형식을 취하는 한은 그렇게 중요하지 않다. 메시지는 심지어 중앙 은행 회장이 말하는 일반적인 서술이나, 지구상에 존재하는 언어로 말하는 정치 연설 등이 될 수도 있다. 메시지의 형태가 무엇이든, 결국 "세계의 상태는 t 1 과 t 2 사이"를 의미하기 때문이다.
행동. 수신자 R은 메시지 m을 수신한다. R은 베이즈 정리를 사용하여 얻을 수 있는 새로운 정보가 주어지면 세계의 상태에 대한 신념을 업데이트 한다. 그리고 R은 신념을 바탕으로 조치를 취하기로 결정한다. 이 작업은 자신의 효용성과 발신자의 효용성, 둘 다에 영향을 미친다.
효용성. R이 기대하는 것을 고려할 때, m의 내용에 관한 S의 결정은 그의 효용성을 극대화하는 것에 기반하여 내려질 것이다. 효용성은 만족도나 바라는 것을 이루었는지를 정량화하는 방법이다. 이러한 효용성은 재정적 이익 또는 비재정적 만족도 (예: 환경 보호 수준) 일 수 있다. 
 → 2차 효용성 :
S 와 R 의 각 효용성은 다음과 같이 지정할 수 있다.
{\displaystyle U^{S}(a,t)=-(a-t-b)^{2}}
 a = t 일 때 U R 은 최대화 되는데, 이는 수신자가 일반적으로 알지 못하는 세계의 상태와 일치하는 조치를 취하려고 함을 의미한다. a = t + b 일 때 U S는 최대화 된다. 즉, S 가 좀 더 적극적인 행동을 취하려 한다는 의미이다. S는 행동을 하는 주체가 아니라 정보 제공자이기 때문에, S는 공개 할 정보를 선택하여 R로 하여금 원하는 작업을 하도록 유도해야한다. 각 참가자의 효용성은 세계의 상태에 특정 행동인 A를 이끌 두 참가자의 결정에 따라 달라진다. 
내쉬 균형. 일반적으로 상대 참가자가 최적의 결정을 내린다고 가정하면, 해당 참가자 역시 최적의 결정을 내림으로써 평균을 되찾는다. R 은 정보가 제한적이지만 참가자는 합리적이다. 기대가 실현된다는 가정 하에서, 상황에서 벗어날 방법을 찾지는 않는다.

### 정리

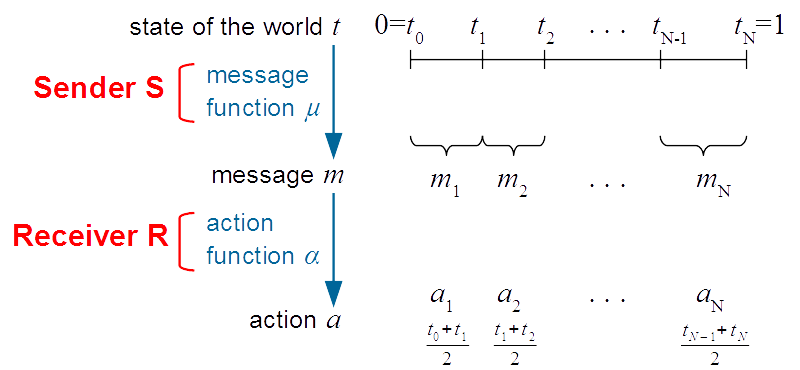
그림 1 : 저렴한 토크 통신 설정

크로포드와 소벨은 내쉬 균형을 특징으로 만들었다.
- 일반적으로 여러 종류의 균형이 있지만, 유한하다.
- 완전한 정보적 계시를 의미하는 분리는 내쉬 균형이 아니다.
- 전송되는 정보가 없는 것을 의미하는 바블링(옹알이)은 항상 균형적인 결과다.

 이해관계가 정렬되면 정보가 완전히 공개된다. 하지만 이해가 극단적으로 충돌한다면, 모든 정보는 숨겨져 있다. 물론 이건 극단적인 경우의 이야기다. 이해관계가 가까워지면 좀 더 미묘한 경우를 허락하는 모델이 있지만, 이러한 경우 취할 수 있는 최적의 행동은 전부 공개되어 있지 않은 정보 중 일부를 신중한 문장을 관찰함으로써 이끌어내는 것이다. 
 더 일반적으로   :
- 1 ≤ N ≤ N * 인 모든 N에 대해 N * > 0 이 존재한다.
- 유도된 행동들의 집합이 카디널리티 N을 가질 때, 적어도 균형이 존재한다고 본다; 또한,
- N * 이상의 행동을 유도하는 균형은 없다.

메시지. 메시지는 세계 t 가 드러낼 수 있는 가능한 무한한 수의 상태에 대해 무한한 수의 가능한 값 µ (t)를 가정할 수 있지만, 실제로는 유한한 수의 값이다. (m 1, m 2 ,… m N ) .
따라서 균형은 유형 [0, 1] 세트의 파티션 (t 0 (N), t 1 (N) ... t n (N)) 을 특징으로 할 수 있으며, 여기서 0 = t 0 (N) < t 1 (N) <. . . <t N (N) = 1이다. 이 파티션은 그림 1의 오른쪽 상단에서 볼 수 있다.
t i (N) 은 일정한 간격으로 보내지는 메시지의 간격 경계이므로 : for t i-1 (N) <t <t i (N), µ (t) = m i .
행동. 행동은 메시지의 함수이므로 행동은 해당 간격에 걸쳐 일정하게 전송된다:  t i-1 (N) <t <t i (N), α (t) = α (m i ) = a i .
행동 함수는 이제 t 가 t 1 과 t 2 사이에 있음을 알고 각 값 a i 가 R에 대한 반환을 최적화한다는 사실에 의해 간접적으로 영향을 미친다. 수학적으로는 다음과 같다. ( t 가 [0, 1]에 균일하게 분포되어 있다고 가정)
{\displaystyle a_{i}={\bar {a}}(t_{i-1},t_{i})=\mathrm {arg} \max _{a}\int _{t_{i-1}}^{t_{i}}U^{R}(a,t)dt}
 → 2차 효용성 :
R 이 t 가 t i-1 과 t i 사이에 있다는 것을 알고 있고 R 이 가능한 한 액션 a를 t에 가깝게 만들고 싶어하는 2차적 효용성을 고려할 때, 최적의 행동은 간격의 중간에 있음을 알 수 있다. 간격은 다음과 같다 : {\displaystyle a_{i}={\frac {t_{i-1}+t_{i}}{2}}}

무관심 조건. t = t i에서 어떻게 될까? 송신자는 I-1 또는 I 중, m을 m 메시지를 전송하는 무차별적 송신자여야 한다. {\displaystyle U^{S}(a_{i},t_{i})=U^{S}(a_{i+1},t_{i})}    1 ≤ i≤ N-1

 이 N과 ti에 대한 정보는 다음과 같다. 
 →
크기 N 의 파티션을 고려한다.

 이 중 하나는 다음과 같다: {\displaystyle t_{i}=t_{1}i+2bi(i-1)\qquad t_{1}={\frac {1-2bN(N-1)}{N}}}
→ Practically:
N의 크기에 대한 부분을 고려한다.
이 중 하나는 다음과 같다: {\displaystyle t_{i}=t_{1}i+2bi(i-1)\qquad t_{1}={\frac {1-2bN(N-1)}{N}}}
N 분자가 양수가 되도록 충분히 작아야 한다. 최대 허용값을 설정하면 {\displaystyle N^{*}=\langle {\frac {1}{2}}+{\frac {1}{2}}{\sqrt {1+{\frac {2}{b}}}}\rangle }
{\displaystyle \langle Z\rangle }는 {\displaystyle Z} 의 천장이고, 즉, {\displaystyle Z}는 가장 작은 양의 정수보다 크거나 같다.
예시: b = 1/20. 이라고 가정하면 N* = 3.  N=1, 2, or 3 대한 균형에 대한 그림이 있다. (그림 2 참조).

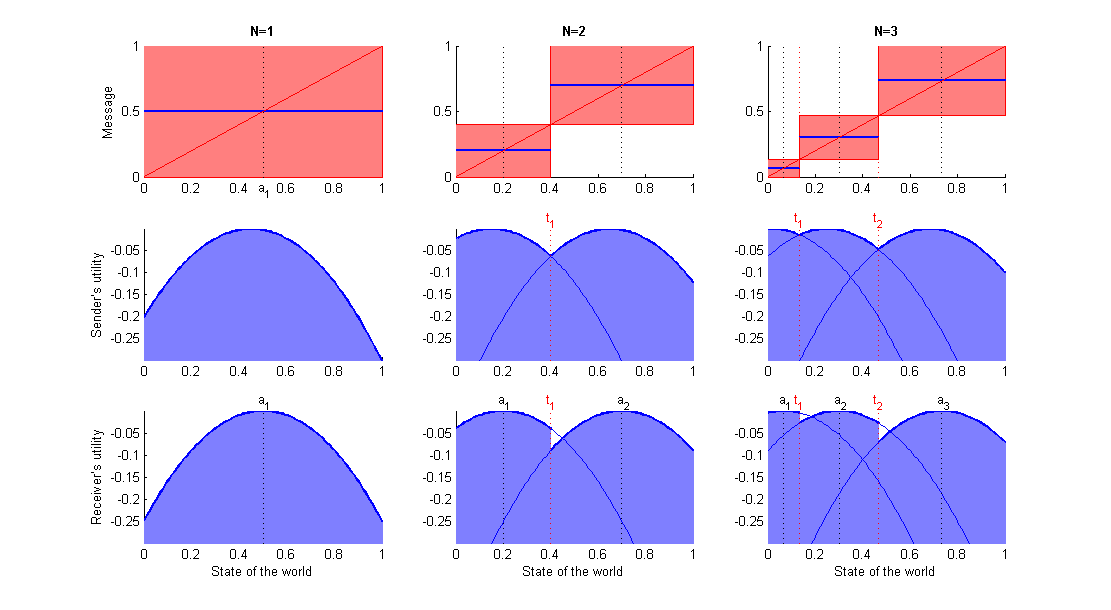
그림 2 : 이해 상충에 대한 메시지 및 유틸리티 b = 1/20, N = 1, 2 및 3

 N = 1 : 이것은 바블링 균형이다. t 0 = 0, t 1 = 1 ; a 1 = 1/2 = 0.5 
 N = 2 : t 0 = 0, t 1 = 2/5 = 0.4, t 2 = 1 ; a 1 = 1/5 = 0.2, 2 = 7/10 = 0.7 
 N = N * = 3 : t 0 = 0, t 1 = 2/15, t 2 = 7/15, t 3 = 1 ; a 1 = 1/15, 2 = 3/10 = 0.3, 3 = 11/15 
 N = 1 이면 정보가 제공되지 않는 가장 쓸모없는 메시지를 받는다. 왼쪽 상단 패널의 모든 것이 빨간색으로 변한다. N = 3 이면 메시지가 더 쓸모있는 것처럼 보인다. 그러나 45 ° 각도지만, 내쉬 균형이 아닌 완전한 계시와 비교하면 별로 쓸모는 없어보인다. 
 N 이 높고 메시지의 정보값이 더 좋을수록 파란색 영역이 중요하게 여겨진다. 파란색 영역은 더 높은 효용성을 의미한다. 더 많은 정보를 공개할수록 양측 참가자에게 이익이 된다. 

## 응용

### 게임 이론
칩 토크는 모든 게임에서 사용할 수 있는 커뮤니케이션 방법이며, 값싼 대화는 이루어질 수 있는 평형 결과의 집합을 상승시킬 수 있는 잠재력을 가지고 있다. 예를 들어서 축구 경기와 오페라 경기를 보러 갈 것인지에 대한 논쟁이 일어났을 때 값싼 대화 이론을 응용해볼 수 있다. 각 참가자가 축구 경기를 보러 갈 것인지, 아니면 오페라를 보러 갈 것인지를 이야기하는데, 이 상황에서는 오페라를 보고 싶은 사람과 축구 경기를 보고 싶은 사람 사이의 조정 게임이기 때문에, 가장 처음 의견을 표명하는 사람은 다른 참가자가 여러 선택지 중에서 고를 선택지를 마련해주기 때문에 조정되지 않은 경우보다 더 높은 보상을 받을 수 있다. 더 높은 보상을 위해 내보내는 메시지나 사용하는 전략은 각 참가자마다 대칭적이다. 1) 오페라와 축구 경기 모두에게 가능성이 있는 의견을 내는 것. 2) 어떤 사람이 오페라나 축구 둘 중 하나를 선택하면, 이 메시지를 들은 사람도 의견을 같이 할 것이다. (Farrell and Rabin, 1996). 이 경우, 둘 다 다른 선택지를 낸다면 조정이 이루어지지 않을 수 있다. 참가자의 메시지가 단 하나일 경우에는 첫 번째 발표자에게 이득이 있을 수 있다.
그러나 값싼 대화가 평형 보상에 영향을 미칠 것이라는 보장은 없다. 또 다른 게임인 죄수의 딜레마는 균형만이 지배적인 전략인 게임이다. 사전에 진행되었던 칩 토크는 무시하고 참가자는 전송 받은 메시지와 상관없이 지배적인 전략 (양측 손해)로 진행하게 된다.

### 생물학적 응용
칩 토크는 게임의 기본 구조에 영향을 미치지 않을 것이라는 주장이 있었다. 생물학에서, 저자들은 종종 번거로운 신호 전달이 동물들 간의 신호 전달을 가장 잘 설명한다고 주장했다.( 핸디캡 원리, 신호 이론 참조). 이러한 신호 전달에 대한 일반적인 상식은 몇 가지 질문을 받고 있다. (Carl Bergstrom과 Brian Skyrms 2002, 2004의 작업 참조). 특히, 진화 게임 이론을 사용하는 여러 모델은 칩 토크가 특정한 게임의 진화 역학에 영향을 줄 수 있음을 보여준다.

## 같이 보기
- 게임 이론
- 핸디캡 원리
- 상영 게임
- 신호 게임
- 잡담
- 트래시 토크

## 노트
1. ↑  Crawford, Vincent P.; Sobel, Joel (November 1982). “Strategic Information Transmission”. 《Econometrica》 50 (6): 1431–1451. doi:10.2307/1913390. JSTOR 1913390.
2. ↑  Farrell, Joseph (1987). “Cheap Talk, Coordination, and Entry”. 《The RAND Journal of Economics》 18 (1): 34–39. doi:10.2307/2555533. JSTOR 2555533.
3. ↑  “The Biology of Information.”. 2005년 3월 4일에 원본 문서에서 보존된 문서. 2005년 3월 17일에 확인함.

## 참고 문헌
- Crawford, V. P.; Sobel, J. (1982). “Strategic Information Transmission”. 《Econometrica》 50 (6): 1431–1451. doi:10.2307/1913390. JSTOR 1913390.
- Farrell, J.; Rabin, M. (1996). “Cheap Talk”. 《Journal of Economic Perspectives》 10 (3): 103–118. doi:10.1257/jep.10.3.103. JSTOR 2138522.
- Robson, A. J. (1990). “Efficiency in Evolutionary Games: Darwin, Nash, and the Secret Handshake” (PDF). 《Journal of Theoretical Biology》 144 (3): 379–396. doi:10.1016/S0022-5193(05)80082-7.
- Skyrms, B. (2002). “Signals, Evolution and the Explanatory Power of Transient Information”. 《Philosophy of Science》 69 (3): 407–428. doi:10.1086/342451.
- Skyrms, B. (2004). 《The Stag Hunt and the Evolution of Social Structure》. New York: Cambridge University Press. ISBN 0-521-82651-9.